# Weiterbenutzungsrecht
Weiterbenutzungsrecht bezeichnet eine Rechtsposition, deren Inhaber zur Benutzung eines durch fremdes Patent geschützten Erfindungsgegenstands nicht der Erlaubnis des Patentinhabers bedarf.

## Gesetzliche Grundlagen
Rechtsgrundlage des Weiterbenutzungsrechts ist § 123 PatG.
Gemäß Abs. 5 Satz 1 dieser Vorschrift ist ein Benutzer, der im Inland in gutem Glauben den Gegenstand eines Patents, das infolge der Wiedereinsetzung wieder in Kraft tritt, in der Zeit zwischen dem Erlöschen und dem Wiederinkrafttreten des Patents in Benutzung genommen oder in dieser Zeit die dazu erforderlichen Veranstaltungen getroffen hat, befugt, den Gegenstand des Patents für die Bedürfnisse seines eigenen Betriebs in eigenen oder fremden Werkstätten weiterzubenutzen.
Gemäß Abs. 6 der in Rede stehenden Norm ist Abs. 5 entsprechend anzuwenden, wenn die Wirkung nach § 33 Abs. 1 PatG infolge der Wiedereinsetzung wieder in Kraft tritt.
Abs. 7 von § 123 gewährt ein Recht nach Abs. 5 auch demjenigen, der im Inland in gutem Glauben den Gegenstand einer Patentanmeldung, die infolge der Wiedereinsetzung die Priorität einer früheren ausländischen Anmeldung in Anspruch nimmt (§ 41 PatG), in der Zeit zwischen dem Ablauf der Frist von zwölf Monaten und dem Wiederinkrafttreten des Prioritätsrechts in Benutzung genommen oder in dieser Zeit die dazu erforderlichen Veranstaltungen getroffen hat.

## Die Voraussetzungen des § 123 Abs. 5 PatG im Einzelnen

### Wiedereinsetzung in den vorigen Stand
Das Patent muss – infolge eines (vom Patentinhaber unverschuldeten) Fristversäumnisses gegenüber den Patentbehörden (Deutsches Patentamt, Bundespatentgericht) – zunächst erloschen und später – aufgrund eines erfolgreichen Wiedereinsetzungsverfahrens – wieder in Kraft getreten sein, § 123 Abs. 1 Satz 1 PatG mit der Folge, dass der Patentinhaber dadurch seine Benutzungs- und Verbotsrechte gemäß § 9 PatG wiedererlangt hat.
Eine entsprechende Anwendung der Rechtsgrundlage des § 123 Abs. 5 PatG für das Weiterbenutzungsrecht erfolgt auch dann, wenn die Wiederaufnahme eines durch rechtskräftige Entscheidung abgeschlossenen Patentnichtigkeitsverfahrens zur Wiederherstellung des Patents führt.

### Gutgläubigkeit des Benutzers
Der Benutzer muss bei der Aufnahme seiner Benutzungs- oder Veranstaltungshandlungen – vgl. hierzu jeweils die Legaldefinition in § 9 bzw. § § 12 PatG – in gutem Glauben gewesen sein. Hierfür ist es nicht erforderlich, dass er von dem Wegfall des Patents gewusst hat. Kannte er jedoch diesen und rechnete er mit dem Wiederaufleben des Patents oder musste er damit rechnen (fahrlässiges Nichtwissen), so war er nicht in gutem Glauben.
Was die Beweislast anbelangt, so ist es nicht Sache des Benutzers, seinen guten Glauben zu beweisen, sondern es obliegt vielmehr dem Inhaber des wieder in Kraft getretenen Schutzrechts (Patent bzw. Patentanmeldung), den Beweis dafür anzutreten, dass der Benutzer bösgläubig gehandelt hat.

### Benutzerhandlungen zwischen Erlöschen und Wiederaufleben des Patents
Erforderlich ist die Inbenutzungnahme innerhalb der Zeitspanne zwischen Erlöschen und Wiederinkrafttreten des Patents, wobei diese Handlungen im Inland, d. h. im Geltungsbereich des Patents, erfolgen müssen.

## Erstreckung auf Patentanmeldungen
Bei der hier einschlägigen Vorschrift des § 123 Abs. 6 PatG handelt es sich um eine Ergänzung der Regelung nach § 123 Abs. 5 dergestalt, dass ein Weiterbenutzungsrecht nicht nur im Falle wiederbelebter Patente, sondern auch im Falle wiederbelebter (noch nicht zum Patent erteilter, aber offengelegter) Patentanmeldungen gewährt werden muss, sofern die Voraussetzungen des Abs. 5 erfüllt sind. In diesem Fall besteht das Weiterbenutzungsrecht darin, dass der Inhaber der Patentanmeldung eine ihm normalerweise aus § 33 Abs. 1 PatG zustehende Entschädigung vom Benutzer nicht verlangen kann.

## Patentanmeldung mit ausländischer Priorität
Eine weitere Ergänzung von § 123 Abs. 5 enthält Abs. 7 dieser Vorschrift: Wenn eine Patentanmeldung infolge Wiedereinsetzung in die abgelaufene Prioritätsfrist in den Genuss der Priorität einer früheren ausländischen Patentanmeldung kommt, so steht dem gutgläubigen inländischen Benutzer ein Weiterbenutzungsrecht entsprechend § 123 Abs. 5 zu. Voraussetzung ist, dass er den Anmeldungsgegenstand in der Zeitspanne zwischen dem Ablauf der zwölfmonatigen Prioritätsfrist und dem Wiederinkrafttreten des Prioritätsrechts in Benutzung genommen oder die dazu erforderlichen Veranstaltungen getroffen hat.

## Sinn und Zweck des Weiterbenutzungsrechts
Das Weiterbenutzungsrecht nach § 123 Abs. 5, 6 und 7 PatG beruht auf Billigkeitserwägungen des Gesetzgebers. Die Regelung soll den von einem gutgläubigen Dritten, der den Gegenstand der Patentanmeldung oder des Patents nach dem Verfall der Anmeldung oder dem Erlöschen des Patents  in Benutzung genommen hat, redlich erworbenen Besitzstand schützen. Das Weiterbenutzungsrecht trägt damit der Besonderheit Rechnung, dass die mit der Offenlegung einer Patentanmeldung verbundenen Schutzwirkungen des § 33 Abs. 1 PatG oder der mit der Patenterteilung eintretende Patentschutz gemäß § 9 PatG – für den Benutzer unerwartet – infolge Wiedereinsetzung in Kraft getreten sind.

## Europäische Patentanmeldungen und Patente
Auch für europäische Patentanmeldungen oder Patente ist im Falle der Wiedereinsetzung in versäumte Fristen ein Weiterbenutzungsrecht vorgesehen. Eine diesbezügliche, den Vorschriften des § 123 Abs. 5 und 6 PatG weitgehend entsprechende Regelung enthält Art. 122 Abs. 5 EPÜ.